# Juan Domingo de la Cruz
Juan Domingo de la Cruz Fermanelli (Pasteur, Buenos Aires, 6 de febrero de 1954) es un exbaloncestista argentino nacionalizado español. Con una altura de 2,06 metros, destacó jugando como pívot. 
Se inició en el baloncesto en su Argentina natal, aunque desarrolló toda su carrera profesional en España, destacando especialmente en el F. C. Barcelona, club en el que jugó doce temporadas entre 1975 y 1987, y consiguió un Mundial de Clubs de Baloncesto, dos Recopas de Europa, una Copa Korac, tres Ligas ACB y siete Copas del Rey. 
Fue 131 veces internacional con la Selección de baloncesto de España entre 1977 y 1986, siendo un fijo para el entonces seleccionador Antonio Díaz-Miguel. Con la Selección participó en la consecución de la medalla de plata en los Juegos Olímpicos de Los Ángeles 1984, así como en la conquista de la medalla de plata en el Eurobasket de Nantes de 1983.
Se retiró en 1996, tras 21 años de carrera como jugador en activo. 
Fue comentarista en La Sexta durante el Mundobasket 2006 narrando el oro de la Selección española.
Actualmente es el director deportivo del Bàsquet Mallorca.

## Clubes
- San Lorenzo de Almagro (Argentina): hasta 1975.
- FC Barcelona (España): 1975-1987.
- Fórum Valladolid (España): 1987-1989.
- Bàsquet Manresa (España): 1989-1990.
- Taugrés Vitoria (España): 1990-1991.
- Prohaci Mallorca (Primera División B) (España): 1991-1992.
- Gráficas García Inca (Segunda División) (España): 1994-1995.
- Palma Basket Club (Segunda División) (España): 1995-1996.

## Palmarés

### Títulos de Selección
- 1 Medalla de Plata en los Juegos Olímpicos de Los Ángeles 1984, con España.
- 1 Medalla de Plata en el Eurobasket de Nantes de 1983, con España.
- 1 Medalla de Oro en el Campeonato de Baloncesto Sudamericano Juvenil de 1973, con Argentina.

### Títulos internacionales de club
- 1 Mundial de Clubs de Baloncesto: 1984-1985.
- 2 Recopas de Europa: 1985 y 1986.
- 1 Copa Korac: 1987.

### Títulos nacionales de club
- 3 Ligas ACB: 1981, 1983 y 1987.
- 7 Copas del Rey: 1978, 1979, 1980, 1981, 1982, 1983, 1987.